# Montmorency megye
Montmorency megye az Amerikai Egyesült Államokban, azon belül Michigan államban található. Megyeszékhelye Atlanta, legnagyobb városa Hillman. Lakosainak száma 9153 fő (2020. április 1.). Montmorency megye Presque Isle, Alcona, Alpena, Oscoda, Crawford, Otsego és Cheboygan megyékkel határos.

## Népesség
A megye népességének változása:
| Lakosok száma | 9773 | 9596 | 9477 | 9350 | 9259 | 9153 |
|               | 2010 | 2011 | 2012 | 2013 | 2015 | 2020 |